# 톰 트라이언

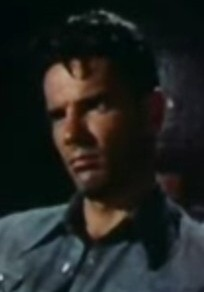

톰 트라이언(Tom Tryon, 1926년 1월 14일 ~ 1991년 9월 4일)은 미국의 배우, 각본가, 영화 프로듀서, 소설가, 작가, 연극 배우, 텔레비전 배우, SF 작가, 영화배우이다.
하트퍼드에서 태어났으며 로스앤젤레스에서 사망하였다. 사인은 위암이다.

## 영화
- 페도라 (1978년)
- 호스맨(영어판) (1971년)
- 자니 총을 얻다 (1971년)
- 인 함스 웨이 (1965년)
- 더 카디널 (1963년)
- 썸씽스 갓 투 기브 (1962년)
- 지상 최대의 작전 (1962년)
- 마린 레츠고 (1961년)
- 룻 이야기 (1960년)
- 에이리언 몬스터 (1958년) - 빌 패럴 역
- 쓰리 바이어런트 피플 (1957년)
- 디즈니랜드 (1954년) - 텍사스 존 슬로터 역